# Clubiona laticeps
Clubiona laticeps là một loài nhện trong họ Clubionidae.
Loài này thuộc chi Clubiona. Clubiona laticeps được Octavius Pickard-Cambridge miêu tả năm 1885.